# Креансе
Креансе́ (фр. Créancey) — коммуна во Франции, находится в регионе Бургундия. Департамент коммуны — Кот-д’Ор. Входит в состав кантона Пуйи-ан-Осуа. Округ коммуны — Бон.
Код INSEE коммуны — 21210.

## Население
Население коммуны на 2010 год составляло 524 человека.
| 1962 | 1968 | 1975 | 1982 | 1990 | 1999 | 2010 |
| ---- | ---- | ---- | ---- | ---- | ---- | ---- |
| 273  | 290  | 294  | 322  | 334  | 363  | 524  |

## Экономика
В 2010 году среди 331 человека трудоспособного возраста (15—64 лет) 261 были экономически активными, 70 — неактивными (показатель активности — 78,9 %, в 1999 году было 70,6 %). Из 261 активных жителей работали 240 человек (127 мужчин и 113 женщин), безработных было 21 (10 мужчин и 11 женщин). Среди 70 неактивных 18 человек были учениками или студентами, 35 — пенсионерами, 17 были неактивными по другим причинам.